# روز جهانی جاز
روز جهانی جاز یک روز جهانی است که توسط سازمان آموزشی، علمی و فرهنگی ملل متحد در سال ۲۰۱۱ برای برجسته کردن فرهنگ جاز و نقش دیپلماتیک آن در متحد کردن مردم در تمام گوشه و کنار جهان اعلام شده‌است. این جشن هر ساله در ۳۰ آوریل برگزار می‌شود. این ایده از طرف پیانیست جاز و سفیر حسن نیت یونسکو، هربی هنکاک، مطرح شد. ریاست روز جاز بر عهده هنکاک و مدیر کل یونسکو است. این جشن در تقویم یونسکو و سازمان ملل متحد به رسمیت شناخته شده‌است.
هدف از این روز افزایش آگاهی از فضایل جاز به عنوان یک ابزار آموزشی و نیرویی برای همدلی، گفتگو و افزایش همکاری بین مردم است. بسیاری از دولت‌ها، سازمان‌های جامعه مدنی، مؤسسات آموزشی و شهروندان خصوصی که در حال حاضر درگیر ترویج موسیقی جاز هستند، از این فرصت برای پرورش قدردانی بیشتر نه تنها از موسیقی، بلکه برای کمکی که می‌تواند در ایجاد جوامع فراگیرتر داشته باشد، استقبال خواهند کرد.
جاز موانع را از بین می‌برد و فرصت‌هایی برای درک متقابل و مدارا ایجاد می‌کند. جاز نماد آزادی بیان است. جاز تنش بین افراد، گروه‌ها و جوامع را کاهش می‌دهد. جاز نوآوری هنری، بداهه نوازی، اشکال جدید بیان، و گنجاندن فرم‌های موسیقی سنتی را در قالب‌های جدید تشویق می‌کند. جاز گفت و گوی بین فرهنگی را تحریک می‌کند و جوانان جوامع به حاشیه رانده شده را توانمند می‌سازد.
جشن دهمین سالگرد روز جهانی جاز در آوریل ۲۰۲۱ با یک کنسرت جهانی در شهرهای مختلف با حضور هربی هنکوک، آندرا دی، دیان ریوز، مارکوس میلر، جو لوانو، ملیسا آلدانا، جیکوب کولیر و … برگزار شد.

## مشارکت جهانی
هر ساله نزدیک به ۲۰۰ کشور در روز جهانی جاز شرکت می‌کنند. علاوه بر کنسرت‌ها و جلسات پرجمعیت، رویدادها شامل کارگاه‌های آموزشی، کنفرانس‌ها و اطلاع‌رسانی به جامعه است. ثبت رسمی رویدادهای سراسر جهان در jazzday.com میزبانی می‌شود که در آنجا به ترتیب حروف الفبا نمایش داده می‌شوند و فهرست‌بندی می‌شوند. Jazzday.com نمونه‌های قابل توجهی از رویدادهای سازماندهی شده در ده سال گذشته را فهرست می کن.

## تاریخ
هربی هنکاک پس از انتخاب به عنوان سفیر حسن نیت یونسکو برای گفتگوی بین فرهنگی در ۲۲ ژوئیه ۲۰۱۱، اعلام کرد که قصد دارد روزی بین‌المللی برای بزرگداشت نقش دیپلماتیک جاز ایجاد کند. در نوامبر ۲۰۱۱، به دنبال توصیه مساعد ۱۸۷ امین هیئت اجرایی، کنفرانس عمومی یونسکو ۳۰ آوریل را به عنوان روز جهانی جاز اعلام کرد و جاز را به عنوان "وسیله ای برای توسعه و افزایش تبادلات بین فرهنگی و تفاهم بین فرهنگ‌ها به منظور درک متقابل و مداراً به رسمیت شناخت. " تاریخ ۳۰ آوریل برای تعیین روز جهانی جاز به عنوان نقطه اوج ماه قدردانی از ماه آوریل جاز (JAM) مؤسسه اسمیتسونین پیشنهاد شد، اگرچه هیچ ارتباط رسمی بین JAM و روز جهانی جاز وجود ندارد.
مجمع عمومی سازمان ملل متحد روز جهانی جاز را در تقویم رسمی خود در دسامبر ۲۰۱۲ رسماً به رسمیت شناخت.

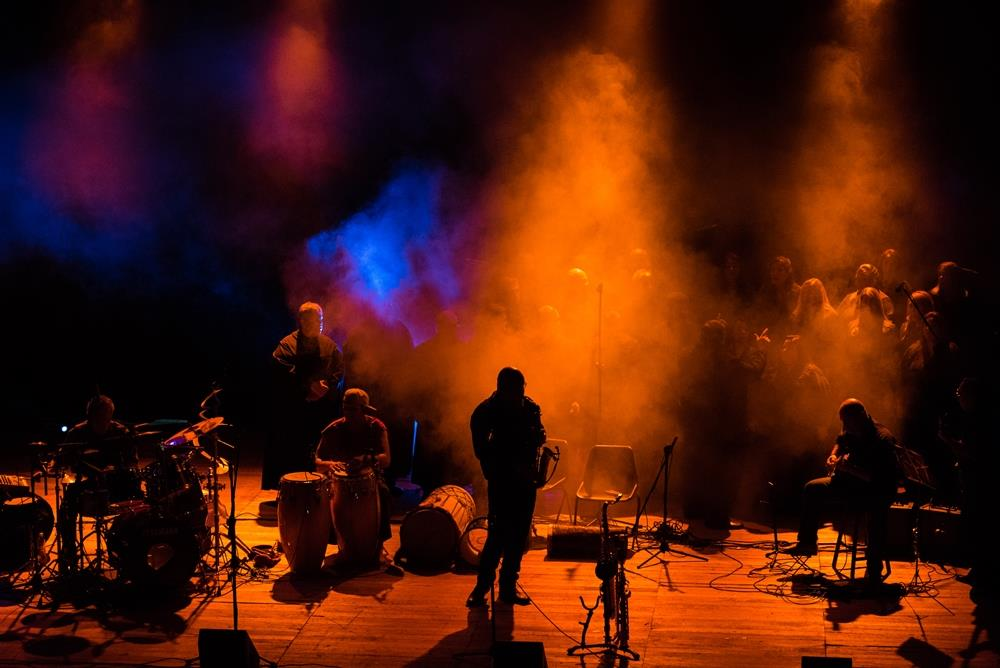
اریک ویس آتمن در روز جهانی جاز ۲۰۱۵
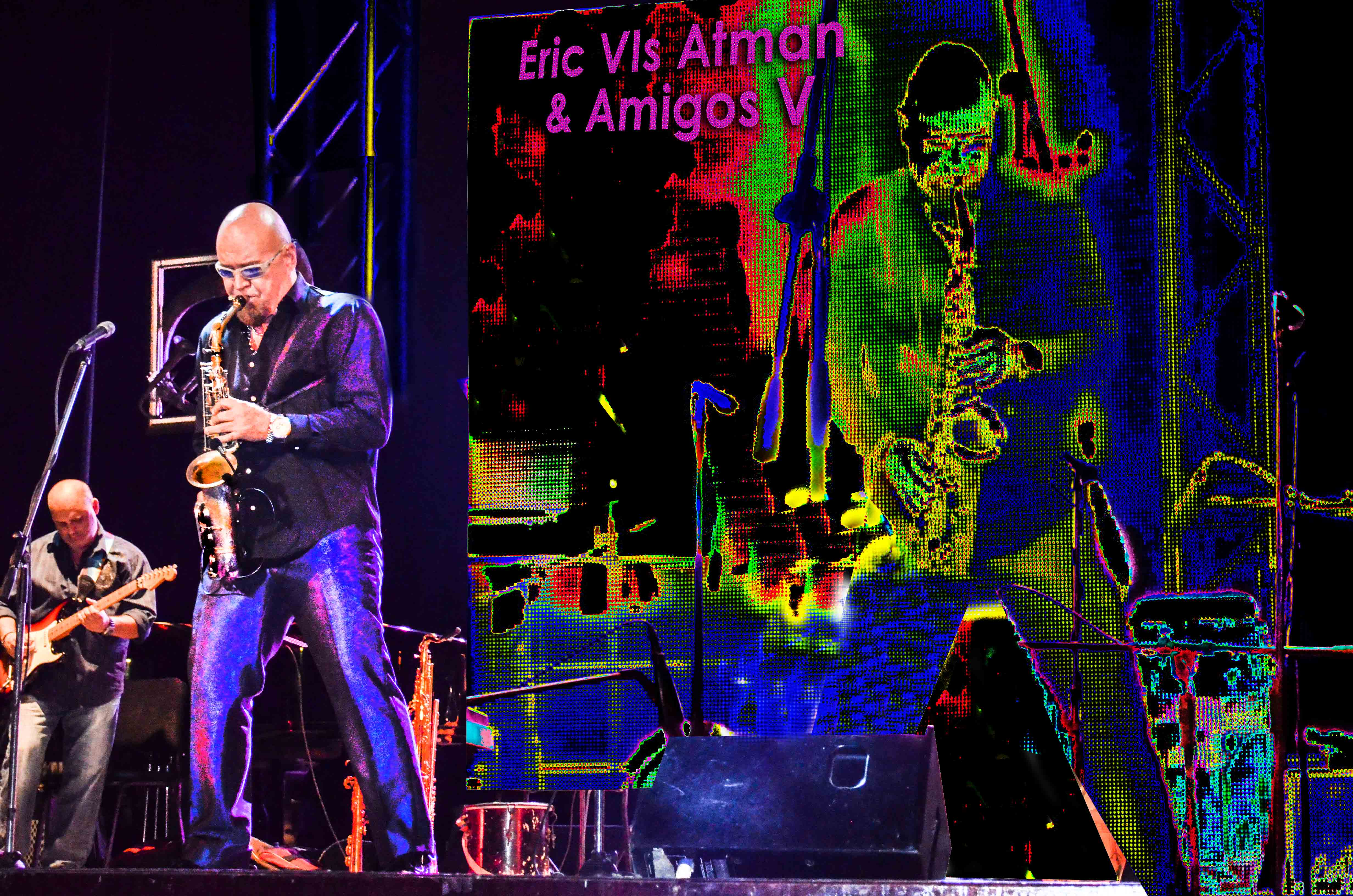
روز جهانی جاز، ۲۰۱۶
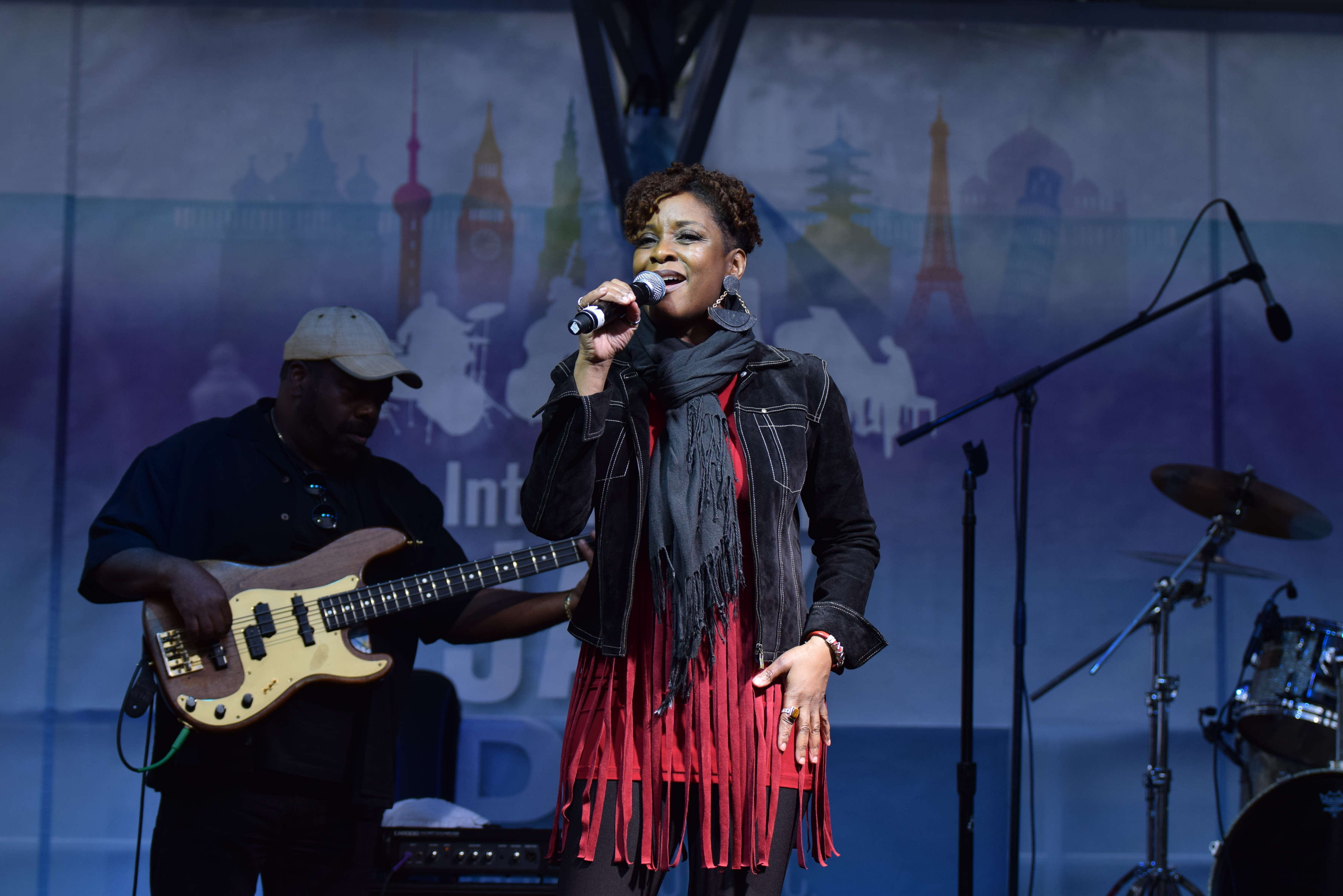
روز جهانی جاز، واشینگتن،۲۰۱۶
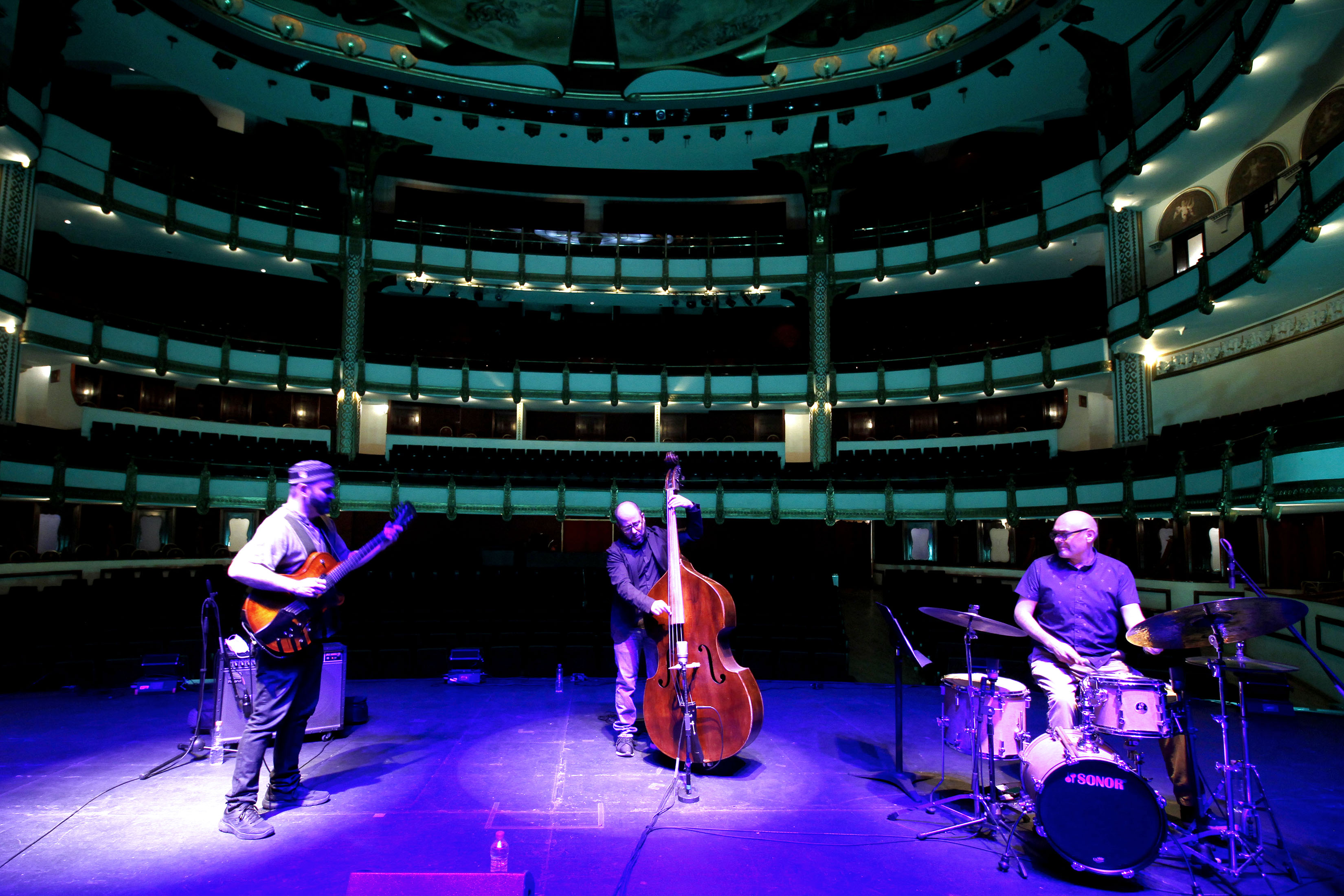
گروه سه نفری اسرائیل کوپیچ در حال اجرا، ۲۰۲۰